# Haremad (slægt)
Haremad (Lapsana) er en planteslægt med omkring ni arter. En enkelt er vildtvoksende i Danmark.

## Arter
Den danske art i slægten:
- Haremad (Lapsana communis).